# Eritrociti
Eritrociti (stgrč. ἐρυθρός = crveno;  κύτος = šupljina) ili crvene krvne stanice su krvne stanice koje nastaju u koštanoj srži, a razgrađuju se u stanicama histiomonocitnog sustava u koštanoj srži, slezeni i jetri.
Uloga eritrocita je u prenošenju respiracijskih plinova i u regulaciji pH krvi.
Eritrociti ljudske vrste nemaju staničnu jezgru kao što je imaju eritrociti nekih drugih životinja.
Broj eritrocita kod zdravog čovjeka iznosi 4,2-5,9 milijuna po kubnom milimetru (mikrolitru) krvi zbog čega su to najbrojnije krvne stanice. Kod muškaraca je referentni raspon vrijednosti nešto veći (4,0-5,9x1012/L) nego kod žena (3,8-5,2x1012/L). 

## Životni ciklus
Proizvodnja eritrocita naziva se eritropoeza i regulirana je potrebama tkiva za kisikom. Ubrzana je u svim stanjima u kojima postoji apsolutni ili relativni manjak kisika (npr. slabokrvnost, dulji boravak na velikim visinama, bolesti respiracijskog i cirkulacijskog sustava). Vrši se u koštanoj srži gdje se odvija razvoj proeritroblasta do eritrocita. Na razvoj eritrocita utječu razni čimbenici: bjelančevine, željezo i dr.
Eritrociti u normalnim uvjetima žive 100-120 dana, a zatim se razgrađuju u jetri i slezeni.

## Fizička svojstva
Oblik živog eritrocita je sličan bikonkavnom disku, što mu daje mogućnost lakog prolaženja kroz kapilare manjeg promjera od promjera eritrocita. Promjer je prosječno 7,2 μm, debljina 1,7-2,5 μm, zapremina 85-95 μm3, površina oko 128 μm2.
Boja pojedinačnih nefiksiranih i neobojenih eritrocita je blijedo ružičasto-narančasta, a velike nakupine su crvene boje čija nijansa varira ovisno o stanju njihovog hemoglobina. Eritrociti obojani standardnim protokolima bojanja po Romanovskom su jasno ružičaste boje jer apsorbiraju eozin.
Ljudski eritrociti se sastoje od membrane i citoplazme. Membrana sadrži fosfolipidni dvosloj, bjelančevine i steroide, a citoplazma je bogata hemoglobinom te je mrežaste strukture koja se zove stroma.
Neke fizičke osobine eritrocita su: sedimentacija, aglutinacija, propustljivost i hemoliza. Sedimentacija eritrocita odnosi se na brzinu slijeganja u stupcu krvi. Aglutinacija je sljepljivanje u veće ili manje grupe. Propustljivost opne je nejednaka prema različitim tvarima tj. semipermeabilna. Na tjelesnoj temperaturi je propustljiva za vodu, kisik, ureu i dušik. Hemoliza je oštećenje eritrocita zbog djelovanja fizičkih i kemijskih faktora.
Od svih krvnih stanica najveće su gustoće te se pri centrifugiranju talože na dno posude.

## Prijenos respiracijskih plinova
Najvažniji sastavni dio eritrocita je pigment hemoglobin koji daje boju krvi i čini 33 % njihove mase. 
Normalni referentni raspon hemoglobina u krvi muškarca je 13,2-16.6 g/L, a žene 11,6-15 g/L.
Sastoji se od bjelančevine globina i boje hema koja je organski spoj željeza. Glavna funkcija hemoglobina je prijenos kisika, ali sudjeluje i u prijenosu ugljikovog dioksida i regulaciji acidobazne ravnoteže. Vezanje kisika na hemoglobin stvara oksihemoglobin što daje jarkocrvenu boju arterijske krvi, a vezanje ugljikovog dioksida stvara karbaminohemoglobin koji daje zagasito crvenu boju krvi koja teče venama. 
Hemoglobin također podliježe procesu raspadanja čime prelazi u boju bilirubin koja se izlučuje u žučnjak, a oslobođeno željezo se može iskoristiti za sintezu novih molekula hemoglobina ili se može pohraniti u skladištima željeza u tijelu.